# Pierre Mignard

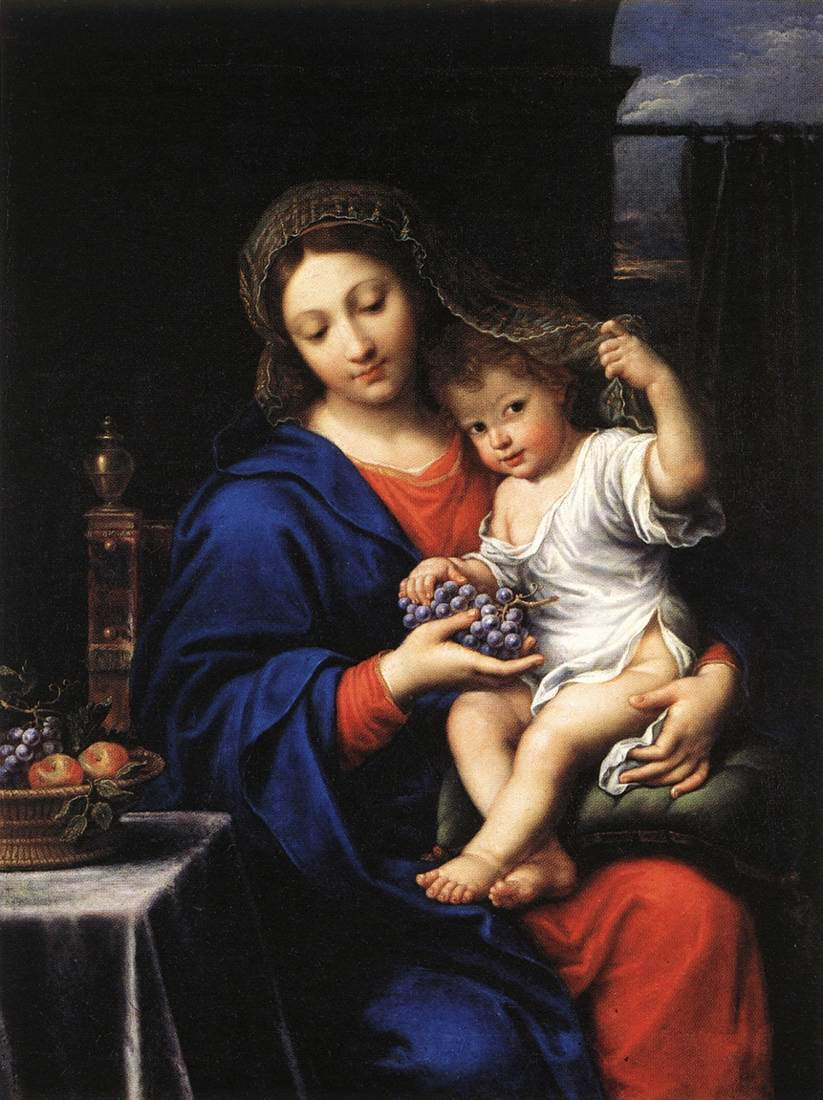
Panna s hrozny (1640)

Pierre Mignard starší, zvaný le Romain (7. listopadu 1612 Troyes – 30. května 1695 Paříž), patří k nejpřednějším francouzským portrétisům 17. stol., doby francouzského akademického klasicismu.

## Život
Již jako patnáctiletý vytvořil fresky v kapli maršála de Bitry, který ho pak povolal do Paříže, aby si rozšířil své vzdělání u S. Voueta, kde se seznámil s Charlesem le Brunem. V letech 1635-7 pobýval v Římě, stýkal se s Nicolasem Poussinem a studoval italské mistry, což mu vyneslo přezdívku "Říman". Svou malířskou kariéru začal jako portrétista a v podobiznách také spočívá hlavní význam jeho díla. Kromě podobizen maloval také poněkud sladké obrazy Madon. V r. 1657 ho Ludvík XIV. povolal do Paříže a jmenoval dvorním malířem. Marie Rakouská mu zadala výzdobu kostela Val de Gräce, v jehož kupoli zobrazil Ráj a na dvě stě postav světců kolem donátorky. Tato dvorská společnost ho zahrnovala objednávkami portrétů a po r. 1681 nahradil na královském dvoře již zmíněného architekta Le Bruna. Namísto něj zdobil zámky a paláce a vytvořil také velkou galerii podobizen vedoucích osobností soudobé společnosti. Posléze jej Ludvík XIV. povýšil do šlechtického stavu a jmenoval prvním malířem dvora, stal se i ředitelem manufaktury na gobelíny, správcem královských uměleckých sbírek a ředitelem akademie.